# Самарас, Лукас
Лу́кас Са́марас (греч. Λουκάς Σαμαράς; 14 сентября 1936[…], Кастория, Королевство Греция — 7 марта 2024, Нью-Йорк, Нью-Йорк) — американский художник, скульптор-постмодернист греческого происхождения, автор нео-дадаистских работ в жанрах от абсурдистской скульптуры до видео-арта, один из значимых персонажей современного искусства.

## Биография
Лукас Самарас родился 14 сентября 1936 в Кастории, Западная Македония, Греция. Отец Дамианос Самарас в 1939 году перебрался в США, а в 1948 году его жена Тригона Самара и их сын Лукас приехали к нему. С этого времени семья жила в Нью-Джерси.
С 1951 года Лукас Самарас учится в выпускных классах средней школы в Memorial High School (англ.), Западный Нью-Йорк (англ.), Нью-Джерси. В 1955 году вместе с американским гражданством Лукасу удаётся выхлопотать стипендию штата Нью-Джерси и он поступает в старейший Рутгерский университет в Нью-Брансуик. Здесь он познакомился с Алланом Капроу и Джорджем Сигалом. С первым из них он участвовал в хэппенингах, а второму позировал для гипсовой отливки скульптурной формы. По окончании университета, c 1959 по 1962 год, Самарас продолжает на стипендию Вудро Вильсона (англ.) занятия историей искусства в Колумбийском университете под руководством Мейера Шапиро (1904—1996) — влиятельного теоретика искусства и критика.
Первоначальную известность (в начале 1960-х) Лукасу Самарасу как художнику и скульптору принесли его «шкатулки» (коробки, обильно обклеенные блестящими стразами, бусами). Они были неожиданно «украшены» торчащими иглами, гвоздями и бритвенными лезвиями, а внутри содержали ножи, чучела птиц, камни, зеркала, портретные фотографии, массы спутанных волос.
С середины 1960-х Лукас Самарас использует прозрачные и отражающие материалы для создания сложных, многослойных оптических эффектов в галереях и музейных пространствах, как например, в «Зеркальной комнате» (1966), в которой сам зритель, бесконечно отражаясь, погружается в головокружительную атмосферу пространственной дезориентации.
Главная тема его фотографических серий — с конца 1960-х — его собственное представление о себе, как правило, нарочито искажённое и травматичное. Он работал с мультимедийными коллажами и манипулировал с плёнкой Polaroid, подвергая готовые снимки ретуши. Результатам были (как называл их художник) «Фото-преобразования», тревожащие, вызывающие в зрителе отторжение и беспокойство.

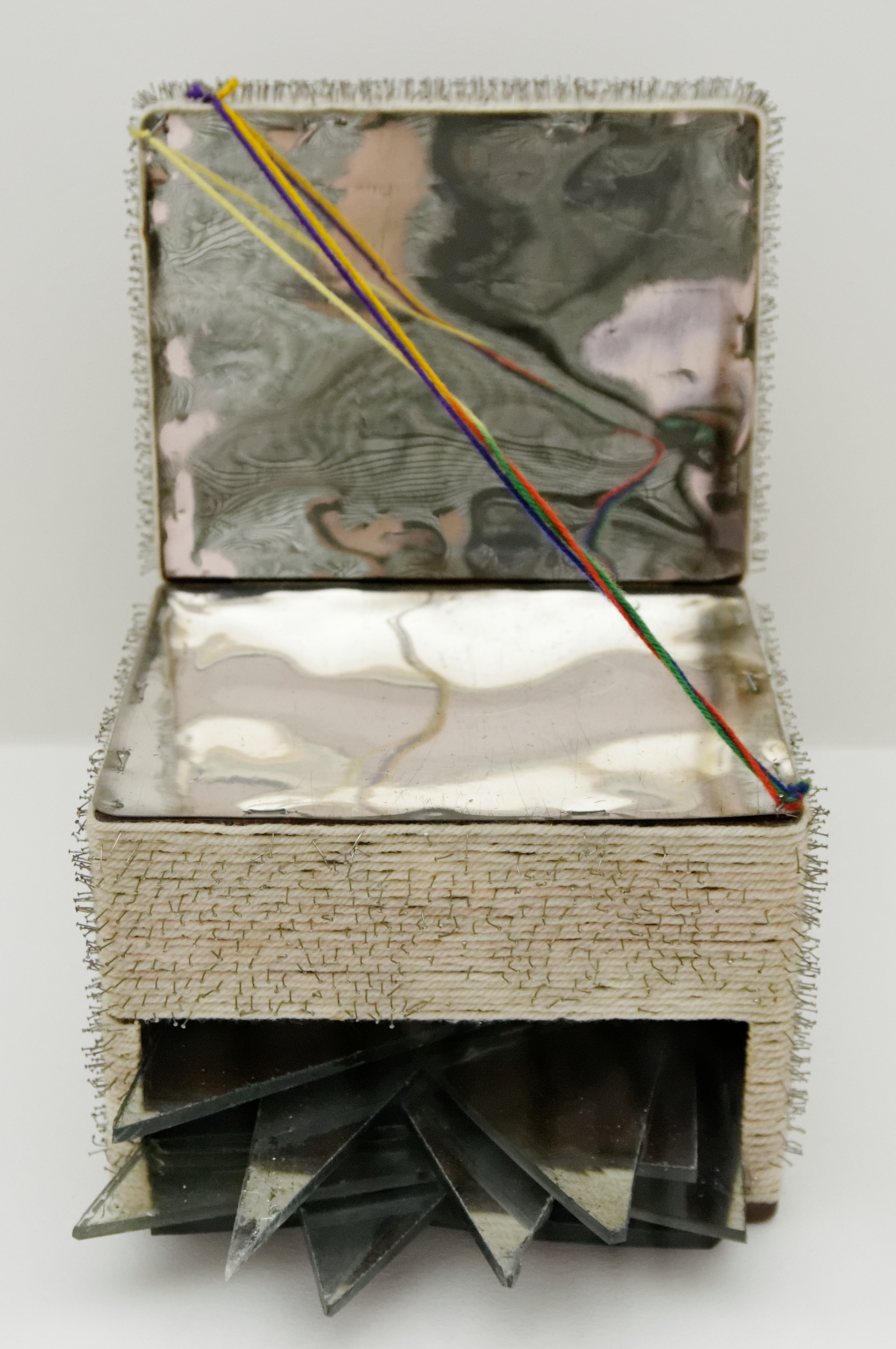
Box, 1963. Tate Modern

Самарас принял участие в четвёртой  документа  в Касселе в 1968 году, в  документе 5 (1972) и  документе 6  (1977). В 1986 году художник был удостоен премии Infinity Award for Art (фр.). Первая крупная ретроспективная выставка Лукаса Самараса прошла в Whitney Museum, Нью-Йорк в 1982 году; в 1988-м — в Центре современного искусства им. Жоржа Помпиду в Париже; а в 1996-м ретроспективные выставки последовательно прошли в пяти американским музеях.
Самарас представлял Грецию на 53-й биеннале в Венеции с мультимедийной инсталляцией PARAXENA, (2009).
В недавнее время он начал исследовать область компьютерного искусства, сочетая фотографии и виртуальную реальность; создал серию озвученных коротких видеофильмов, названных им  Photoflicks.
Самарас умер от осложнений в результате падения в своём доме на Манхэттене, штат Нью-Йорк, 7 марта 2024 года в возрасте 87 лет.